# Gai Poppeu Sabí
Poppeu Sabí (en llatí Poppaeus Sabinus) va ser un magistrat romà que va viure al segle I aC.
Va ser elegit cònsol el 9 amb Quint Sulpici Camerí. Una mica més endavant, cap a l'any 13, August el va nomenar governador de Mèsia i Tiberi el va confirmar (l'any 15) i va afegir al seu govern Macedònia i Acaia. Va conservar aquestos governs fins a la seva mort l'any 35. Així doncs va governar Mèsia 22 anys. El 26 va obtenir ornaments triomfals per una victòria obtinguda sobre les tribus tràcies. Va ser l'avi de Popea Sabina amant i després muller de Neró.